# Witterda
Witterda – miejscowość i gmina w Niemczech, w kraju związkowym Turyngia, w powiecie Sömmerda.
Niektóre zadania administracyjne gminy realizowane są przez gminę Elxleben, która pełni rolę "gminy realizującej" (niem. "erfüllende Gemeinde").